# Fågelmannen
Fågelmannen är en religiös arketyp i den nordeuropeiska yngre bronsålderns (1800 f.Kr. – 500 f.Kr.) och äldre järnålderns (500 f.Kr – 400 e.Kr.) religiösa föreställningsvärld. Förekomsten av avbildningar av en människa i fågelgestalt i det arkeologiska materialet från denna arkeologiska period har fått arkeologer att dra slutsatsen att det rör sig om en religiös arketyp. Fågelmannen finns avbildad på en rad hällristningar och arkeologiska föremål, bland annat på en hällristning vid Kallsängen i Kville socken i Bohuslän och på ett föremål ifrån Glasbacka i Ljungby socken i Halland vilket förklarats vara en religiös processionsstav. En teori om Fågelmannen som en religiös arketyp är att det funnits en schamanistisk kult under yngre bronsåldern och äldre järnåldern där en schaman klätt sig i fågeldräkt och fågelmask. 

## Staty av Liss Eriksson

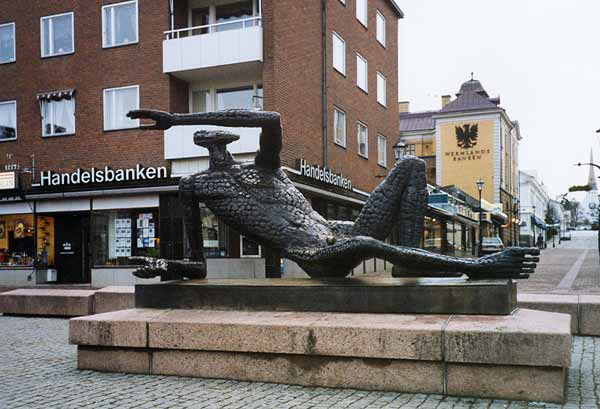
Fågelmannen, Arvika

En tolkning i form av en staty, Fågelmannen, av en man i fågelgestalt som symboliserar naturens krafter finns uppställd sedan 1971 i Arvika. Statyn är skapad av konstnären Liss Eriksson, yngste sonen till Christian Eriksson och används ofta som symbol för Arvika. Statyn är placerad på Arvika torg mitt emot järnvägsstationen.